# Членова Лариса Григорівна
Чле́нова Лари́са Григо́рівна(* 20 квітня 1927, Київ — 19 листопада 2002, Київ) — українська вчена-мистецтвознавиця, заслужена працівниця культури, кандидатка мистецтвознавства. Членкиня Національної спілки художників України. Завідувачка відділу стародавнього мистецтва Національного художнього музею України, де працювала понад 50 років.

## Біографія
Народилася 20 квітня 1927 року в м. Київ. У 1950 році закінчила Московський державний університет імені Ломоносова. Після закінчення університету почала працювати у Національному художньому музеї України, спочатку — на посадах завідуючої відділами радянського і дореволюційного мистецтва. З 1971 року обіймала посаду завідуючої відділом стародавнього мистецтва.
Померла у Києві, 19 листопада 2002 року.

## Наукова діяльність
Авторка численних статей та монографічних досліджень з історії та розвитку українського мистецтва.
Учасниця багатьох міжнародних та вітчизняних наукових конференцій. Організаторка численних виставок і музейних експозицій, наукових експедицій по Україні.
Читала лекції з історії українського мистецтва в Національному університеті ім. Т. Шевченка, Інституті підвищення кваліфікації працівників культури, для перекладачів «Інтуриста», студентів Національної академії образотворчого мистецтва та архітектури та ін.

### Праці
1. «Федір Григорович Кричевський» (1969)
2. «Українські художники передвижники» (1959)
3. «Искусство Украинской ССР» (1964)
4. «Іван Сидорович Їжакевич» (альбом, 1964)
5. Каталоги виставок Ф. Кричевського (1960 і 1968)
6. Каталог виставки А. Мурашка (1966)
7. «Русско-украинские связи в изобразительном искусстве» (1956), у співавт._
8. «Шевченко-художник» (1963), у співавт.
9. Шедеври українського іконопису (ювілейний музейний альбом, 1989)
10. Наукові атрибуції ікон «Св. Георгій у житії», «Покрова»
11. «Український портрет XVI–XVIII століть» (каталог-альбом, у співавт.)